# マーティー浅見
マーティー浅見（マーティーあさみ、1973年1月3日 - ）は、日本のプロレスのレフェリー。本名：浅見 佳広（あさみ よしひろ）。埼玉県入間郡出身。新日本プロレス所属。

## 経歴
埼玉栄高校、東海大学出身。高校時代からレスリングを始め、全国大会3位の実績がある。プロレスラー志望ではなかったが、教員採用試験に落ちて浪人中にプロレス団体の事務として働き始める。レスリング経験者であることを買われ、1995年11月、IWA JAPANでレフェリーデビュー。その後、格闘探偵団バトラーツやFMWなどインディー団体を中心に活動していた。レッドシューズ海野の怪我によりレフェリーが不足した際、旧知の田中稔に誘われ、新日本プロレスに登場。
2002年5月、新日本プロレス所属となった。
また、新日本プロレス本隊選手の移動バスの運転手も担当している。

## CM出演
- マクドナルド「ペッパーチーズ・ダブルビーフ」（2005年７月13日、日本マクドナルド)[2]